# Sophia Charaï
Sophia  Charaï, née à Casablanca, est une chanteuse, photographe, actrice, et styliste marocaine.

## Biographie
Elle rejoint Paris à 17 ans pour y suivre des études d'architecture. Elle y découvre les clubs de jazz parisien. Elle y rencontre Mathias Duplessy, multi-instrumentistes mais surtout guitariste, compositeur et producteur,,,,, qui deviendra son mari.
Elle crée son propre style d'inspiration jazz, blues, flamenco, mélodies du Maghreb, rythmes indiens, musiques brésiliennes et autres.

## Discographie
- 2002 : Mouja
- 2011 : Pichu (Universal)
- 2016 : Blue Nomada (Absilone)